# The Dark Age
The Dark Age (L'era oscura in inglese) è il quinto album in studio del gruppo musicale power metal italiano White Skull. Si tratta del primo album registrato con il cantante Gustavo Gabarrò. Il disco è basato sul tema dell'Inquisizione.
Dell'album è disponibile anche la versione in spagnolo (il cantante Gus è argentino) con il nome di La Era Oscura.

## Tracce
1. Penitenziagite (Strumentale) - 1:32
2. The Dark Age - 4:44
3. Grand Inquisitor - 4:23
4. Maid of Orleans - 4:24
5. New Crusade - 5:06
6. The Edict - 5:07
7. Voice from the Heaven - 4:55
8. Devil's Woman - 5:30
9. Torture - 5:14
10. A New Handbook - 4:17
11. Sentence of Death - 4:31
12. Theme for Innocence - 2:35

## Formazione
- Tony Fontò – chitarra ritmica
- Alex Mantiero - batteria
- Gustavo Gabarrò - voce
- Fabio Pozzato - basso
- BB Nick – chitarra solista